# Áurea
Áurea là một đô thị thuộc bang Rio Grande do Sul, Brasil. Đô thị này có diện tích 158,291 km², dân số năm 2007 là 3715 người, mật độ 23,47 người/km².